# You Win Again (Bee Gees)
You Win Again è una canzone del 1987 scritta ed interpretata dai Bee Gees, ed estratta come primo singolo dall'album E.S.P., che rappresenta il ritorno sulle scene del gruppo dopo quattro anni di assenza.

## Descrizione
Barry Gibb è l'autore della melodia del brano, mentre il fratello Maurice ha realizzato la parte alla batteria (nel suo garage) che apre il pezzo. Il titolo è lo stesso dall'omonima canzone del 1952 di Hank Williams, benché Robin Gibb dichiarò di non averla mai sentita. L'inizio della canzone veniva usata nel corto Michael Jackson's Ghosts nella scena della ballata sul soffitto.
La canzone ebbe uno straordinario successo nel Regno Unito, Irlanda, Svizzera, Germania, Austria e Norvegia dove arrivò al primo posto in classifica. Il singolo comunque si distinse in gran parte d'Europa riuscendo generalmente ad entrare nella top ten delle varie classifiche. Non andò particolarmente bene solo negli Stati Uniti, dove You Win Again riuscì ad ottenere al suo massimo un modestissimo settantacinquesimo posto nella Billboard Hot 100.

## Tracce

### 7"
1. "You Win Again"
2. "Backtafunk"

### 12"
1. "Extended Mix"
2. "Fade Version"
3. "Backtafunk"

### US CD
1. "You Win Again (7" fade version)"

## Classifiche

### Classifiche settimanali
| Classifica (1987)                | Posizione massima |
| -------------------------------- | ----------------- |
| Australia                        | 10                |
| Austria                          | 1                 |
| Belgio (Fiandre)                 | 2                 |
| Danimarca                        | 1                 |
| Europa                           | 1                 |
| Francia                          | 14                |
| Germania                         | 1                 |
| Irlanda                          | 1                 |
| Italia                           | 4                 |
| Norvegia                         | 1                 |
| Nuova Zelanda                    | 18                |
| Paesi Bassi                      | 6                 |
| Regno Unito                      | 1                 |
| Stati Uniti                      | 75                |
| Stati Uniti (adult contemporary) | 50                |
| Sudafrica                        | 2                 |
| Svezia                           | 8                 |
| Svizzera                         | 1                 |

### Classifiche di fine anno
| Classifica (1987) | Posizione |
| ----------------- | --------- |
| Austria           | 27        |
| Belgio (Fiandre)  | 14        |
| Germania          | 12        |
| Italia            | 13        |
| Paesi Bassi       | 43        |
| Regno Unito       | 4         |
| Svizzera          | 27        |
| Classifica (1988) | Posizione |
| Germania          | 65        |